# Gericht für den öffentlichen Dienst der Europäischen Union
Das Gericht für den öffentlichen Dienst der Europäischen Union (EUGöD) war eines der drei Gerichte der Europäischen Union. Das Gericht war das erste und einzige Fachgericht der Union. Es wurde nach dem durch den Vertrag von Nizza eingeführten Art. 225a EG-Vertrag durch einen Beschluss des Rates der Europäischen Union vom 2. November 2004 als Gerichtliche Kammer errichtet und am 1. September 2016 aufgelöst.
Das Gericht nahm am 12. Dezember 2005 seine Arbeit durch Übertragung der 117 anhängigen Rechtssachen, die den öffentlichen Dienst betrafen, auf.
Der Sitz des Gerichts war Luxemburg. Sein letzter Präsident war ab dem 7. Oktober 2013 der Belgier Sean Van Raepenbusch.

## Zusammensetzung
Das EUGöD bestand anders als die übrigen Gerichte der Europäischen Union nicht aus einem Richter pro Mitgliedstaat, sondern aus sieben Richtern mit einer Amtszeit von sechs Jahren. Bei deren Auswahl wurde auf eine geographische Ausgewogenheit und eine Vertretung der unterschiedlichen Rechtssysteme geachtet. Bei der Auswahl der Richter wurde ein siebenköpfiger Ausschuss aus früheren Richtern des Europäischen Gerichtshofes und des Gerichts der Europäischen Union sowie aus „Juristen mit anerkannter Befähigung“ angehört. Der Vertrag von Lissabon übernahm diese Neuerung auch für die Auswahl der Richter des Europäischen Gerichtshofes und des Gerichts der Europäischen Union.
Im Folgenden sind alle Richter des Gerichts aufgelistet.
| Name                                | Land           | Beginn der Amtszeit | Ende der Amtszeit |
| ----------------------------------- | -------------- | ------------------- | ----------------- |
| Sean Van Raepenbusch (* 1956)       | Belgien        | 6. Okt. 2005        | 31. Aug. 2016     |
| Jesper Svenningsen (* 1966)         | Dänemark       | 7. Okt. 2013        | 31. Aug. 2016     |
| Horstpeter Kreppel (* 1945)         | Deutschland    | 6. Okt. 2005        | 13. Apr. 2016     |
| Heikki Kanninen (* 1952)            | Finnland       | 6. Okt. 2005        | 6. Okt. 2009      |
| Stéphane Gervasoni (* 1967)         | Frankreich     | 6. Okt. 2005        | 6. Okt. 2011      |
| René Barents (* 1951)               | Niederlande    | 6. Okt. 2011        | 31. Aug. 2016     |
| Haris Tagaras (* 1955)              | Griechenland   | 6. Okt. 2005        | 6. Okt. 2011      |
| Paul Mahoney (* 1946)               | Großbritannien | 6. Okt. 2005        | 6. Okt. 2011      |
| Kieran Bradley (* 1957)             | Irland         | 6. Okt. 2011        | 31. Aug. 2016     |
| Ezio Perillo (* 1950)               | Italien        | 6. Okt. 2011        | 31. Aug. 2016     |
| Irena Boruta (* 1950)               | Polen          | 6. Okt. 2005        | 7. Okt. 2013      |
| Maria Isabel Rofes i Pujol (* 1956) | Spanien        | 7. Okt. 2009        | 13. Apr. 2016     |
| João Sant’Anna                      | Portugal       | 13. Apr. 2016       | 31. Aug. 2016     |
| Aleksandar Kornesow                 | Bulgarien      | 13. Apr. 2016       | 31. Aug. 2016     |

Kanzlerin des Gerichts war vom 30. November 2005 bis 31. August 2016 die deutsche Juristin Waltraud Hakenberg (1955–2024).
Da vom 1. Oktober 2014 an zwei Stellen unbesetzt waren, weil sich die Mitgliedsstaaten nicht über die Prinzipien einigen können, nach denen die Rotation der Zuständigkeiten funktioniert, wurden als Richter ad interim daher Verica Trstenjak, ehemalige Generalanwältin am Gerichtshof der Europäischen Union, und Arjen W. H. Meij, ehemaliger Richter am Gericht der Europäischen Union (früher Gericht Erster Instanz), bestellt. Die Mitgliedsstaaten einigten sich schließlich doch noch auf zwei Kandidaten, die jedoch nur vom 13. April 2016 bis zum 31. August 2016 Richter dieses Gerichts waren.
Die Richter René Barents, Ezio Perillo, Jesper Svenningsen und Alexander Kornezov wurden am 19. September 2016 als Richter am Gericht der Europäischen Union vereidigt.

## Zuständigkeiten
Das EUGöD übernahm die Zuständigkeiten für Rechtsstreitigkeiten zwischen der Europäischen Union und ihren Beamten oder sonstigen Bediensteten. Dazu gehörten auch Klagen von abgewiesenen Bewerbern gegen Concours-Entscheidungen.
Das Gericht für den öffentlichen Dienst war im ersten Rechtszug zuständig für die Entscheidung von Rechtsstreitigkeiten zwischen der Europäischen Union und ihren Beamten. Bei einer Gesamtzahl von annähernd 40.000 Beschäftigten der Organe, Einrichtungen und sonstigen Stellen der Europäischen Union fielen etwa 150 Rechtssachen im Jahr an. Diese Rechtsstreitigkeiten betrafen nicht nur Fragen des Dienstverhältnisses im engeren Sinne (wie Bezüge, dienstliche Laufbahn, Einstellung, Disziplinarmaßnahmen), sondern auch die soziale Sicherheit (wie Krankheit, Alter, Invalidität, Arbeitsunfall, Familienzulagen). Das Gericht für den öffentlichen Dienst war darüber hinaus zuständig für die Streitigkeiten betreffend einige besondere Gruppen von Beschäftigten, insbesondere die Beschäftigten von Eurojust, Europol, der Europäischen Zentralbank, des Amtes der Europäischen Union für geistiges Eigentum (EUIPO) und des Europäischen Auswärtigen Dienstes. Seine Entscheidungen konnten beim Gericht der EU innerhalb von zwei Monaten mit einem auf Rechtsfragen beschränkten Rechtsmittel angefochten werden. Die Rechtsmittelentscheidungen des Gerichts der EU konnten ihrerseits unter besonderen Voraussetzungen Gegenstand einer Überprüfung durch den Gerichtshof sein. Der Erste Generalanwalt beim Europäischen Gerichtshof musste innerhalb eines Monats nach der Entscheidung des Gerichts einen Antrag auf Überprüfung stellen.
Während seines Bestehens gehörten dem Gericht für den öffentlichen Dienst neben der Kanzlerin 14 Richter aus 14 verschiedenen Mitgliedstaaten an, und es ergingen 1549 Urteile.
Am 1. September 2016 wurden alle noch laufenden Rechtssachen ans Gericht der Europäischen Union überstellt, das nun die Verfahren wieder in erster Instanz bearbeitet. Rechtsmittel gegen Entscheidungen des Gerichts können beim Gerichtshof der Europäischen Union beantragt werden.

## Effektivität
Nachdem das erste Jahr der Tätigkeit des Gerichts für den öffentlichen Dienst in erheblichem Umfang der Festlegung seiner internen und externen Verfahren, insbesondere der Erarbeitung des Entwurfs seiner Verfahrensordnung, gewidmet war, ließen die Rechtsprechungsstatistiken des Jahres 2007 eine gleichmäßig verlaufende Rechtsprechungstätigkeit erkennen. Das Gericht hat im Jahr 2007 150 Rechtssachen erledigt, während 157 neue Klagen eingegangen sind. Die Zahl der neu eingegangenen und der erledigten Rechtssachen befanden sich damit beinahe im Gleichgewicht.
Die Zahl der anhängigen Rechtssachen (235) war unter anderem deshalb relativ hoch, weil die Zahl der im ersten Tätigkeitsjahr des Gerichts erledigten Rechtssachen (50) nicht seiner Kapazität entsprach. Hinzu kommt, dass in zahlreichen anhängigen Rechtssachen das Verfahren bis zum Erlass eines Grundsatzurteils durch das Gericht der Europäischen Union oder einer Entscheidung in einem Rechtsmittelverfahren durch den Gerichtshof ausgesetzt worden war.
Die durchschnittliche Verfahrensdauer betrug im Jahr 2007 16,9 Monate für durch Urteil und 10,3 Monate für durch Beschluss erledigte Rechtssachen.